# Nordhäuser Roland
Der Nordhäuser Roland ist eine Ritterstatue am Alten Rathaus von Nordhausen, der Kreisstadt des gleichnamigen Landkreises in Thüringen. Die Rolandsfigur ist das Wahrzeichen der Stadt und symbolisierte die Reichsfreiheit von 1220 bis 1802.

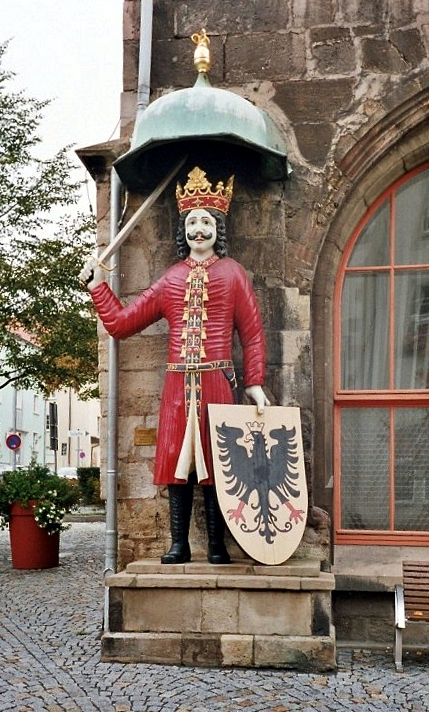
Nordhäuser Roland (Kopie) am Alten Rathaus

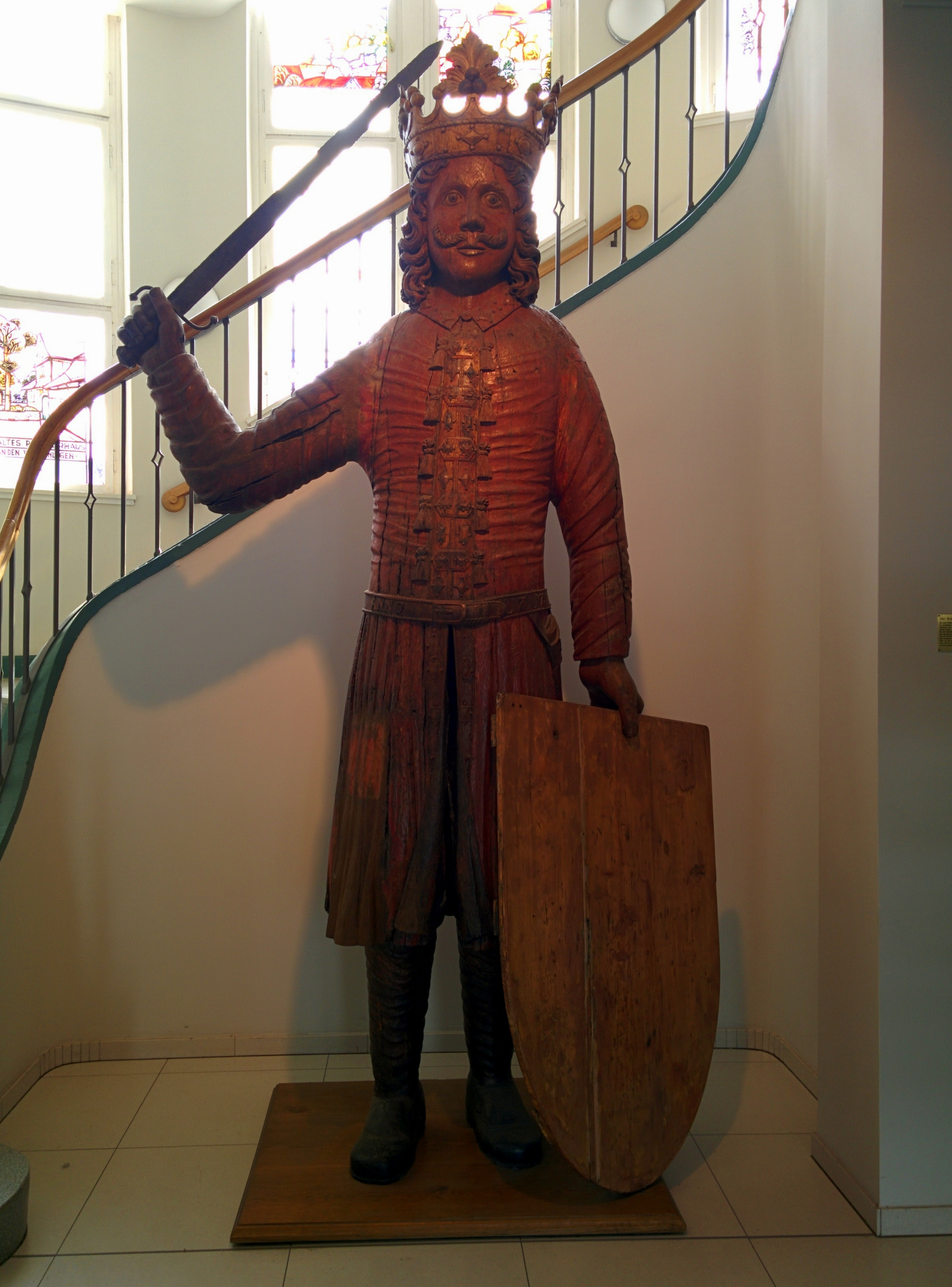
Nordhäuser Roland (Original) von 1717 im Neuen Rathaus

## Geschichte
Im Jahr 1411 wurde der Roland erstmals im Erbzinsbuch der Stadt erwähnt. Er wurde nach neueren Deutungen anlässlich der Verteidigung der Stadt durch die Bürgeropposition gegen die alten Obrigkeiten aufgestellt. Nach Stadtbränden erfolgte seine Neuaufstellung 1717 aus Eichenholz, mit einer Höhe von 3,20 m. Sein Schöpfer ist nicht bekannt. Er gilt als Stammvater der hölzernen Rolande des Südharzes.
Der Roland hält ein Wappen mit dem Reichsadler. Es ist das Zeichen der freien Reichsstadt zur Aufstellungszeit. Der Nordhäuser Roland stellt schon seit jeher eine Verkörperung für die städtische Freiheit, Macht und Gerichtsbarkeit dar.
Unmittelbar vor der Rolandstatue wurde im Mittelalter Gericht gehalten, und im dahinter befindlichen Rathaus war das Stadtgefängnis untergebracht.
Die Existenz des Nordhäuser Wahrzeichens ist erstmals 1411 durch ein Wasserzeichen sowie einen Eintrag ins Ratsbuch „vom eckhause am steinwege ein ruland...“ belegt. Aber auch von den darauf folgenden Jahrhunderten sind Aufzeichnungen über die Existenz eines Rolands erhalten, wie z. B. eine von 1569 an die Feuerwehr gerichtete Aufforderung, sich beim Roland einzufinden.
Die Stadtbrände von 1710 und 1712 beschädigten die Rolandsfigur so weit, dass er erneuert werden musste. In der heutigen Form existiert der Roland seit 1717. Diese Jahreszahl ist auf seinem Gürtel vermerkt. Sicher ist außerdem, dass es schon etliche Vorgängermodelle von dem um 1713 vom Stolberger Handwerksmeister Wallrodt geschaffenen Roland gegeben haben muss. Diese Vermutungen rühren daher, dass Nordhausen sich bereits im Mittelalter hohe Privilegien erarbeitet hatte.
Das Standbild wird seit dem 17. Jahrhundert durch einen Baldachin geschützt.
Bei den Luftangriffen auf Nordhausen am 3. und 4. April 1945 wurde das Rathaus bis auf die Umfassungsmauern zerstört, während der Roland nur leichten Schaden nahm. Aus diesem Grund wird zu Ehren des Nordhäuser Wahrzeichens seit 1955 alljährlich das „Rolandsfest“ begangen.
1992 stellte sich heraus, dass die Figur stark beschädigt war und nicht mehr unter freiem Himmel aufgestellt werden konnte. Der Original-Roland, der außerdem der älteste noch erhaltene Holzroland ist, wurde deshalb 1993 in Erfurt restauriert und anschließend dem Meyenburg-Museum in Nordhausen übergeben. Seit 2000 befindet sich das Original von 1717 im Eingangsbereich des Neuen Rathauses, wo es von Besuchern besichtigt werden kann. Eine Kopie aus Holzimitat (Epoxydharz) wurde am alten Standort aufgestellt.

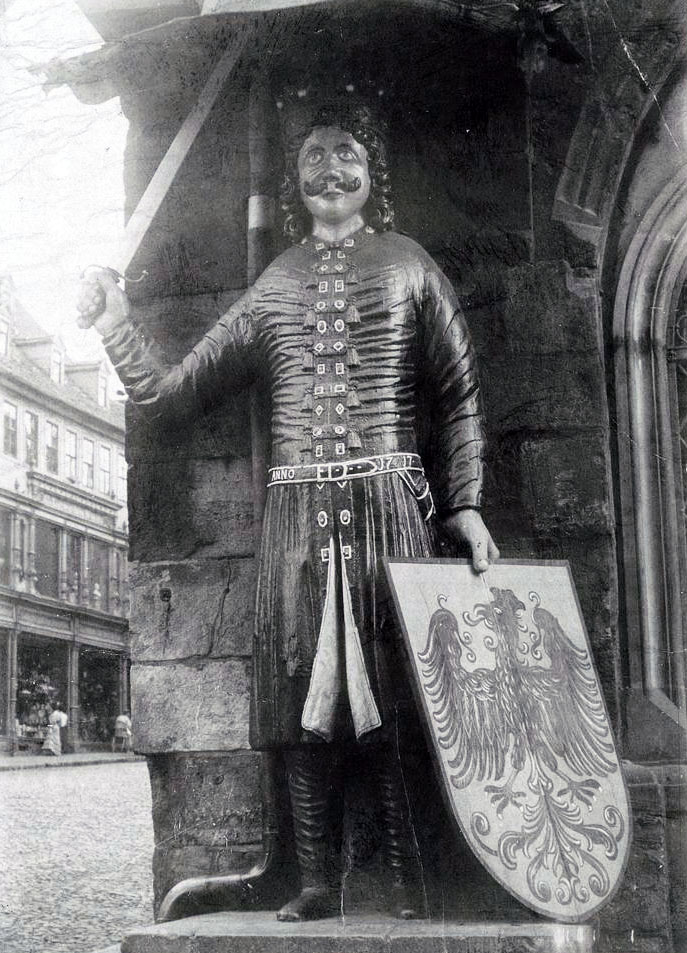
Aufnahme um 1900
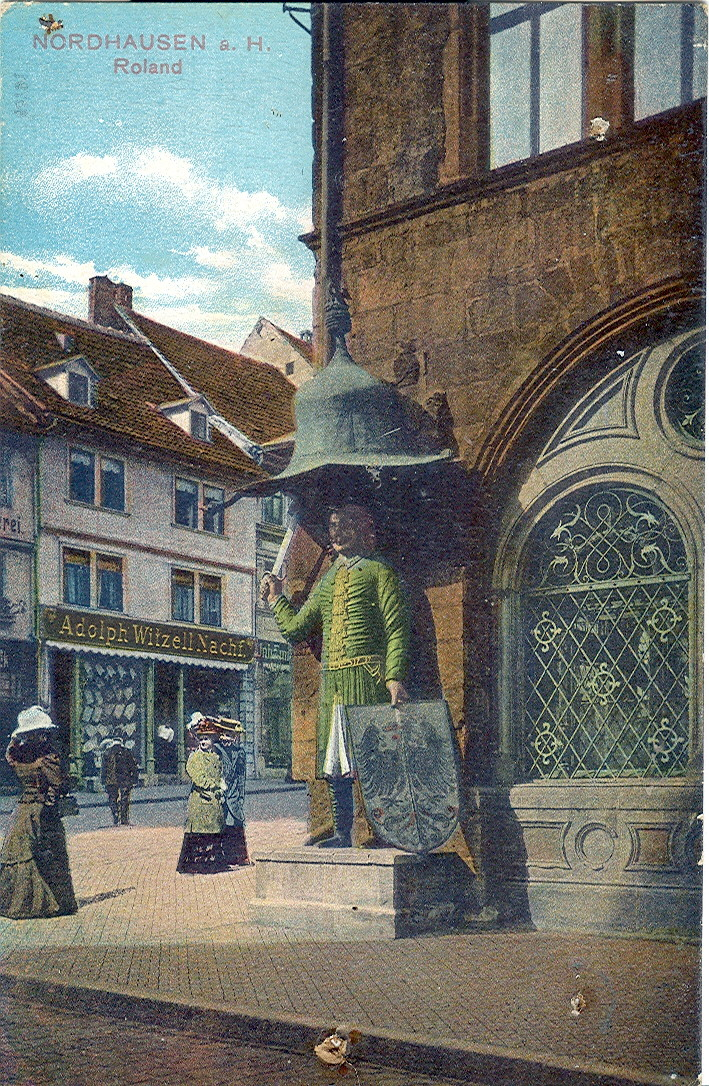
Kolorierte Aufnahme etwa 1914
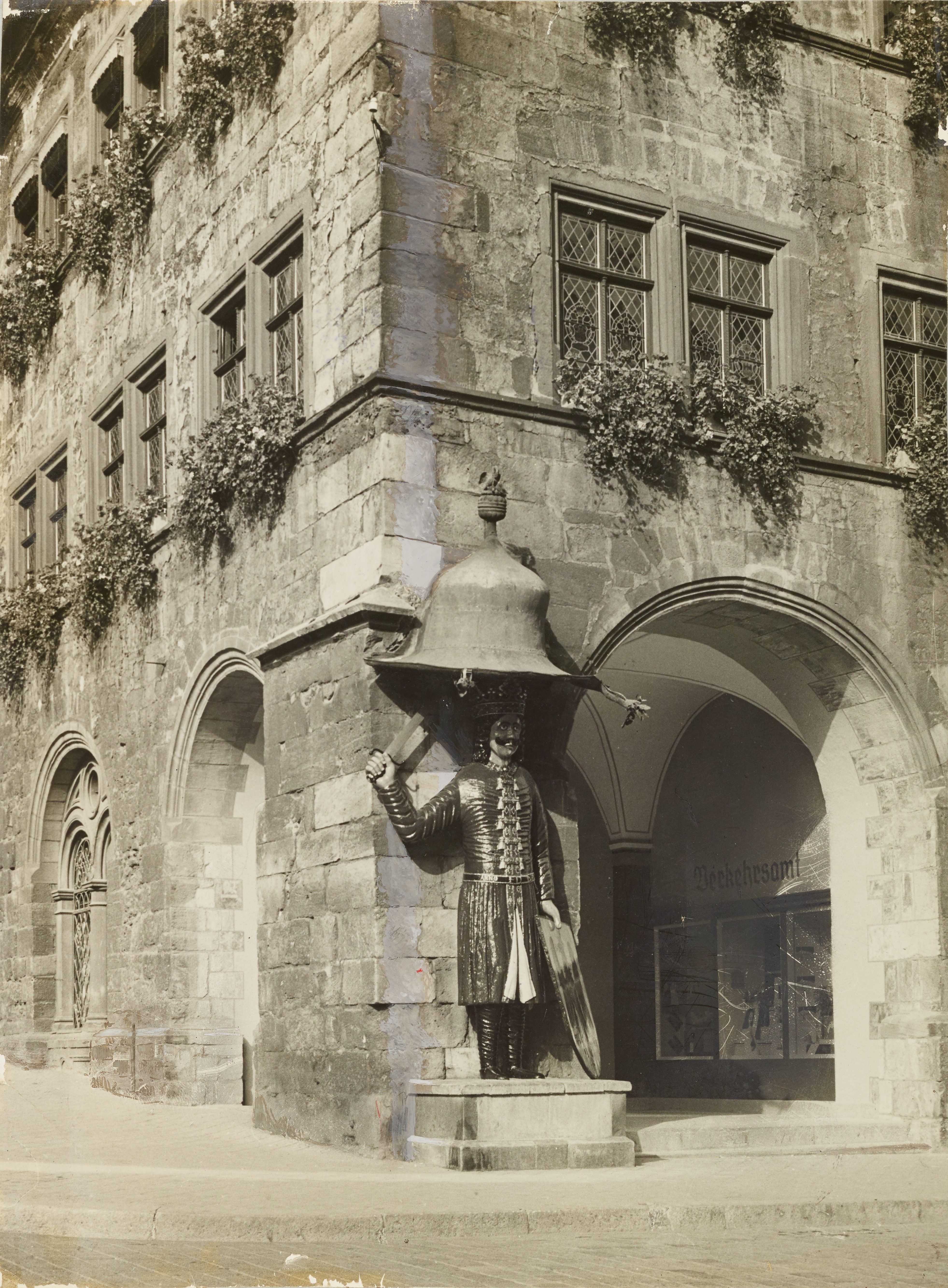
Aufnahme von 1934

## Gestaltung
Der Original-Roland ist, ganz im Gegensatz zur Kopie, aus einem Eichenstamm herausgeschnitzt und nur sehr sparsam bemalt. Die dem Original nachempfundene Version erstrahlt in kräftigen Farben. Nicht nur der leuchtend rote Mantel, sondern auch die gold-gelbe Krone ist ein Blickfang. Mit der rechten Hand umfasst der Nordhäuser Roland sein Eisenschwert, in der Linken hält er seinen Schild. Der auf dem Schild abgebildete gekrönte schwarze Adler hebt sich vom gelben Untergrund ab. Er trägt Symbolcharakter und steht für die enge Verbundenheit der Stadt mit dem Kaiser. Die an der Südwestecke des Rathauses ansässige Statue wird durch eine haubenartige Überdachung vor dem Wetter geschützt. Auf dieser Überdachung thront ein einstmals silberner Pelikan mit seinen Jungen. Dieser Pelikan, der seine Jungen mit Blut füttert, gilt als Symbol für die Liebe Gottes zu den Menschen.

## Sonstiges
Zwischen 1953 und 1959 erschien monatlich die heimatkundliche Schriftenreihe Der Nordhäuser Roland, herausgegeben vom Kulturbund zur demokratischen Erneuerung Deutschlands, Kreis Nordhausen. Vorgänger war die Reihe Der Roland von Nordhausen (1925–1934).